# دینا بنت عبدالحمید
شریفه دینا بنت عبدالحمید (زاده ۱۵ دسامبر ۱۹۲۹ – درگذشته ۲۱ اوت ۲۰۱۹) ملکه سابق اردن، زاده ۱۹۲۹ میلادی، اولین همسر ملک حسین و مادر بزرگ‌ترین فرزند او یعنی علیه بنت الحسین است. او و ملک حسین در سال ۱۹۵۵ با هم ازدواج کردند. این ازدواج دو سال بعد در سال ۱۹۵۷ میلادی به جدایی انجامید. دینا در سال ۱۹۷۰ با یکی از اعضای عالی‌رتبه سازمان آزادی‌بخش فلسطین ازدواج کرد.
دینا بنت عبدالحمید در قاهره به دنیا آمد. پدرش عبدالحمید بن محمد عبدالعزیز و مادرش فخریه براو بودند. او به دلیل اینکه از نوادگان حسن بن علی بوده که سومین عموزاده خوانده پدرش بود، ملقب به عنوان افتخاری شریفه مکه شد. عموهای او ادعا کرده‌اند که نزدیک به ۲۰۰۰ فدان وقف کرده‌اند.

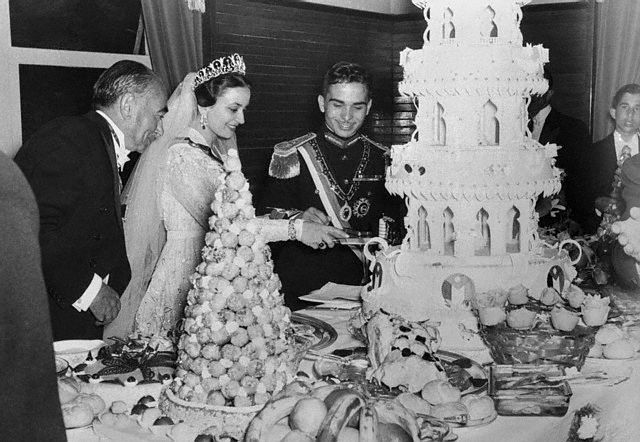
ملک حسین و دینا - ۱۹۵۵

شریفه دینا و ملک حسین برای اولین در سال ۱۹۵۲ در دوران تحصیل در لندن، در منزل یکی از بستگان عراقی با هم ملاقات کردند. در حالی که او در گیرتون کالج کمبریج درس می‌خواند حسین در هاروو اسکول مشغول به تحصیل بود. بعد از آن ملک حسین بار دیگر در المعادی او را ملاقات کرد. او لیسانس هنر را با درجه ممتاز کسب کرد و قبل از ازدواج در دانشگاه قاهره به تدریس ادبیات انگلیسی پرداخت. امور کشور داشت، نامزدی پسرش و دینا را اعلام کرد. این رابطه بعدها به شدت از سوی جمال عبدالناصر تحسین شد. در ۱۸ آوریل ۱۹۵۵ میلادی در حالی که حسین ۱۹ سال و دینا ۲۶ سال سن داشتند، با هم ازدواج کردند. او بعد از این ازدواج به ملکه اردن مبدل گشت ولی در روز عروسی، ملک حسین در مصاحبه با عزیز فهمی نویسنده اردنی گفت که دینا هیچ نقش سیاسی نخواهد داشت. عزیز فهمی گفت که ملک حسین، شخصیت قوی دینا را تهدیدی برای اقتدار مادرش می‌دانست. مشکلات شاه و ملکه بزودی خود را نشان داد. در ۱۳ فوریه ۱۹۵۶ میلادی اولین فرزند آنها، ملکه علیه، به دنیا آمد ولی تولد این کودک نیز نتوانست کمکی به بهبود روابط در این ازدواج سلطنتی بنماید.
در یکی از روزهای تعطیل مصر در سال ۱۹۵۶ ملک حسین قصد خود برای جدایی را با دینا در میان گذاشت. آنها در تاریخ ۲۴ ژوئن ۱۹۵۷ از یکدیگر جدا شدند و ملکه تا مدتی اجازه ملاقات دخترش را نداشت.